# Nine Inch Nails
Nine Inch Nails (IPA: , Najn inč nejls) je indastrijal rok projekat koji je osnovao Trent Reznor u mestu Klivlend, država Ohajo. Budući da je glavni producent, pevač, tekstopisac i instrumentalista, Trent Reznor je jedini zvanični član grupe Nine Inch Nails i jedini odgovorni za pravac kojim se projekat kreće. NIN obuhvata veliki asortiman žanrova, dok zadržava svoj karakterističan zvuk koristeći električne instrumente i produkciju. Nakon snimanja albuma, Reznor obično sakupi bend sa kojim nastupa uživo. Tokom turneje, bend preuredi i modifikuje pesme da se uklope u živi nastup. Na sceni, NIN upotrebljava vizuelne elemente da proprate performans, što najčešće uključuje svetlosne instalacije.
Andergraund muzička scena je toplo primila NIN u samim počecima. Bend je proizveo nekoliko veoma uticajnih ploča tokom 1990 i dostigao široko rasprostranjenu popularnost; mnoge pesme grupe Nine Inch Nails postale su radio hitovi, dve ploče osvojile su Gremi nagrade i prodato je preko 20 miliona ploča širom sveta. Godine 1997. Reznor se pojavljuje na listi najuticajnijih ljudi magazina Time, a Spin magazin ga opisuje kao „najuticajnijeg izvođača u muzici“. Godine 2004. magazin  smestio je NIN na 94. mesto na listi od 100 najvećih izvođača svih vremena. Reznor je imao nekoliko razmirica sa korporativnom stranom izdavačke industrije, a 2007. godine te svađe rezultovale su Trentovom izjavom da se NIN odvaja od dosadašnje etikete i da će nezavisno izdavati buduće materijale. 
Od 1989. godine grupa Nine Inch Nails je napravila osam značajnih studijskih izdanja. Skorašnja izdanja, Ghosts I–IV i The Slip, izdata su 2008. godine pod licencom Creative Commons. Oba izdanja su prvenstveno objavljena digitalno, a zatim i u materijalnom obliku, a digitalno izdanje The Slip bilo je potpuno besplatno. NIN je bio nominovan za 12 Gremi nagrada od kojih je dobio dve za pesme Wish 1992. godine i Happiness in Slavery 1995. godine.

## Formiranje 1988–1989
Godine 1987. Trent je svirao klavijature sa bendom Exotic Birds iz Klivlenda, kojim je tada rukovodio Džon Malm Džunior (engl. John Malm Jr.). Trent i Malm su se sprijateljili i kada je Trent napustio Exotic Birds kako bi pravio svoju muziku Malm je postao njegov menadžer.
Tokom perioda kada je Reznor bio zaposlen kao domar i pomoćnik direktora muzičkog studija Right Track Studios, zamolio je vlasnika Barta Kostera da tokom slobodnih termina snimi demo sopstvenog materijala, na šta je on pristao, uz komentar da će ga to koštati samo malo više habanja glava za snimanje. Tokom proizvodnje ranijih ploča grupe Nine Inch Nails Trent nije mogao da pronađe bend koji bi jasno artikulisao materijal koji je on želeo. Umesto toga, inspirisan radom izvođača Princa, Reznor je sve instrumente sem bubnja svirao sam. Reznor je ovaj metod primenjivao na većini albuma, iako je povremeno uključivao druge muzičare i asistente.
Godine 1988, nakon prvih nekoliko koncerata nastupajući kao podrška sastavu Skinny Puppy, Reznorova ambicija bila je da izda 12-inčni singl za neku malu evropsku izdavačku kuću. Nekoliko izdavačkih kuća je pozitivno odreagovalo na demo material i Trent je potpisao za TVT Records. Deset odabranih numera našlo se na prvom studijskom albumu Pretty Hate Machine iz 1989.
Reznor je 1994. izjavio da se dosetio imena Nine Inch Nails zbog toga što se lako mogla napraviti skraćenica, pre nego zbog bilo kakvog doslovnog značenja. Iz mnogobrojnih spekulacija o ovoj temi izdvajaju se dve koje se pozivaju na to da je Trent referencirao na Isusovo raspeće sa klinovima od devet inča ili devetoinčne nokte Fredija Krugera. 
Nine Inch NailsNIN logo koji se sastoji od slova „NIИ“ dizajnirali su Reznor i Geri Talpas (Gary Talpas). Logo se prvi put pojavio na debi izdanju Down In It, inspirisan tipografijom Tibora Kalmana sa albuma Remain in Light benda Talking Heads. Talpas nastavlja da dizajnira NIN omote do 1997. godine.

## Pretty Hate Machine (1989—1991)
Prvi album grupe Nine Inch Nails, Pretty Hate Machine, iz 1989. godine napisao je, uredio i izvodio isključivo Trent Reznor. To je bila prva saradnja Reznora sa producentima Adrijanom Šervudom (Adrian Sherwood) (koji je producirao prvi singl Down in It u Londonu bez prethodnog ličnog susreta sa Reznorom) i Markom „Flood“ Ellisom (Mark "Flood" Ellis). Flood je učestvovao u produkciji svih važnijih izdanja grupe sve do 1994, a Šervud je radio remikse do 2000. godine. Reznor i njegovi ko-producenti dopunili su demo materijal sa singlovima Head like a Hole i Sin. Nakon što je proveo 113 nedelja na listi , Pretty Hate Machine postala je jedna od prvih nezavisno izdatih ploča koja je dostigla platinasti tiraž. 
Godine 1990 NIN je započeo turneju Pretty Hate Machine po Severnoj Americi kao predgrupa bendovima kao što su The Jesus and Mary Chain i Piter Marfi (Peter Murphy). Nakon nekog vremena, Reznor je počeo da razbija svoju opremu dok je na sceni; Novinar 
časopisa Rockbeat, Majk Giter (Mike Gitter) pripisao je rani uspeh grupe NIN kod rok publike ovom agresivnom stavu. Grupa NIN se zatim upustila u svetsku turneju sve do prvog Lollapalooza festivala 1991. godine. Nakon slabog prijema kod evropske publike kao predgrupe grupi Guns N' Roses, NIN se vraća u Ameriku usred pritiska izdavačke kuće TVT da snimi sledeći album. Kao odgovor na to, Reznor je počeo da snima tajno, pod raznim pseudonimima kako bi izbegao uplitanje izdavačke kuće.

## Broken (1992—1993)
Godine 1992. NIN izdaje EP Broken sa šest pesama i dve bonus pesme. Reznor je opisao ovaj EP kao „eksploziju destrukcije“ baziranu na gitarskom zvuku koji je dosta jači od prethodnog izdanja Pretty Hate Machine. Pesme sa ovog izdanja donele su grupi dve nagrade Gremi: za izvođenje prvog singla Happiness in Slavery sa Vudstoka '94, i drugog singla Wish.
Piter Kristoferson (Peter Christopherson), član bendova Coil i Throbbing Gristle, režirao je video performans za pesmu . Najozloglašeniji spot sa ovog EP-ja bio je za pesmu Happiness in Slavery. Spot je skoro svuda bio zabranjen zbog svog živopisnog grafičkog prikaza performera Boba Flanagana koji svučen leži na mašini koja ga zadovoljava, muči i na kraju ubija. Treći bizarni video za numeru Pinion, delimično ubačen u uvodnu secenu za MTV-jev Alternative Nation, prikazuje vodu iz toaletske šolje koja se naizgled sliva u usta osobe koja je vezana sadomazohističkim povezima. Reznor i Kristoferson su napravili poduži muzički video od ova tri spota, zajedno sa klipovima za Help Me I'm In Hell i Gave Up, kreirajući kratak film zvani Broken. Poznat još i kao The Broken Movie, film opisuje ubistvo i torturu mladog čoveka, istovremeno ga primoravajući da gleda ove video-klipove. Film nikada nije zvanično izdat, ali je potajno distribuiran kroz trgovinu u muzičkim krugovima.
Zaseban video materijal za pesme Gave Up i Wish u kojem se pojavljuju Ričard Patrik (Richard Patrick) i Merilin Manson (Marilyn Manson), snimljeni su u kući 10050 Cielo Drive (koju je Reznor preimenovao u Le Pig studios), poznatoj po ubistvima koje su počinili članovi porodice Čarlsa Mensona. Oba spota našla su se na video kompilaciji Closure iz 1997 godine. Usledio je EP remiks Fixed krajem 1992. Umesto turneje i promovisanja novog materijala, Reznor je puno radno vreme počeo da snima i živi u Le Pig studiju gde je bio slobodan od stega svoje izdavačke kuće.

## The Downward Spiral (1994—1997)
Drugi po redu studijski album “The Downward Spiral” izašao je 1994 i našao se na drugom mestu Billboard 200. Pod uticajem rok albuma kasnih sedamdesetih godina “Low” David Bowie i “The Wall” od grupe Pink Floyd, “The Downward Spiral” karakteriše širok spektar tekstura i raspoloženja koja ilustruju mentalni progres centralnog lika, odnosno Trenta. 
Singlovi koji su proizašli su „March of the Pigs“ i „Closer“, kao i "Hurt“ i "Piggy“ koji su emitovani na radiju, van zvaničnog singl izdanja. Spot za “Closer” režirao je Mark Romanek i često je bio emitovan na MTV-ju koji ga je preradio po svojim merilima jer su smarali da je previše grafičan. Radijska verzija je takođe bila delimično cenzurisana na mestima gde su se ispoljavali eksplicitni teksovi, ali se ipak dosta dugo emitovao.
Kritike su uglavnom bile pozitivne, a 2005 godine postavljen je na 25 mesto na listi “100 Greatest Albums 1985-2005” Spin magazina. 2003 godine Rolling Stone magazin je album postavio na 200 mesto svoje "The 500 Greatest Albums of All Time" liste. Reznor je ubrzo producirao i propratno izdanje, remiks album sa nazivom “Further Down the Spiral”, jedini Nine Inch Nails nezvanični album koji je dostigao zlato u Sjedinjenim Državama. Ono, između ostalih, sadrži i doprinos elektronskog muzičara Aphex Twin-a, producenta Rick Rubin i Dave Navarro, gitarista benda Jane’s Addiction.
Na “The Self Destruct” turneji album je dopreo do svoje najšire mejnstrim publike tako što je performans na Woodstock ’94 festivalu, emitovanom putem Pay-Per-View servisa, dospeo u više od 24 miliona domova. Od je tada NIN naišao na priznanje od strane mejnstrim publike pa je bio u mogučnosti da nastupa sa značajno boljom produkcijom i sa dodatkom teatralnih vizuelnih elemenata tokom živih nastupa.
Tokom ovog perioda, Trentov naglašeni perfekcionizam, borbe sa zavisnostima i redovne blokade u pisanju produžile su produkciju narednog albuma.
1997 Reznor je producirao prateću muziku tj saundtrek za film Lost HighwayDavida Lincha. Odatle je proizašao singl “The Perfect Drug”i video spot koji je ponovo režirao Mark Romanek.

## The Fragile (1999—2002)
Proteklo je 5 godina od “The Downward Spiral” do sledećeg albuma “The Fragile” koji je izašao u septembru 1999. Zbog prethodno postignutog uspeha, mediji su okriživali “The Fragile” nervoznim iščekivanjem čak više od godinu dana pre njegovog izdanja. Kada je album napokon objavljen, odmah je debitovao na prvom mestu Billboard 200, prodavajući 228, 000 kopija tokom prve nedelje i dobijajući pohvale sa svih strana. Međutim, nakon prve nedelje spao je sa Billboard Top 10 i Reznor je američku turneju morao da finansira iz svog džepa. 
Pesma “Starfuckers Inc.” isprovocirala je medije, kojima je satiričan tekst i bio namenjen. Kritičarka Patricia MacCormack interpretirala je pesmu kao “oštar napad na alternativnu muzičku scenu”, prevashodno na Reznorovog bivšeg kolegu i prijatelja Marilyn Mansona sa kojime je kasnije raščistio sve razmirice i Manson se nakon toga pojavio u spotu za “Starfuckers Inc.” i nastupao sa NIN-om u Madison Square Garden-u 2000 godine. 
Izbačena su tri komercijalna singla sa ovog albuma na različitim teritorijama: „The Day the World Went Away“ u Severnoj Americi; „We're in This Together“ u Evropi i Japanu; "Into the Void“ u Australiji.
Reznor je propratio “The Fragile” sa još jednim remiks albumom “Things Falling Apart” nakon “Fragility” turneje koja je snimljena i objavljena na CD-u, DVD-u i VHS-u 2002 godine pod imenom “And All that Could Have Been”.

## With Teeth (2005—2006)
Prošlo je još 6 godina pre objavljivanja Nine Inch Nails četvrtog studijskog albuma. Album je napisan i snimljen propraćen Trentovom borbom protiv alkoholizma i zloupotrebe supstanci. Omot albuma sadrži listu pesama i koproducenata, URL za online PDF poster i tekstove pesama kao i zahvalnicu saradnicima koji su učestvovali u stvaranju albuma. Kompletan album je bilo moguće preslušati na njihovoj MySpace stranici unapred, pre njegovog zvaničnog objavljivanja. 
Video za pesmu „Hand That Feeds You“ promovisan je, umesto putem tradicionalnih muzičkih kanala, preko NIN vebsajta marta 2005 godine. Sledeći singl je „Only“ za koji je spot radio David Fincher. Reznor je takođe ponudio i osnovni, izvorni format oba ova singla koji se mogu obrađivati u programima kao što su GarageBand, Pro Tools, ACID Pro. Treći singl „Every Day Is Exactly The Same“ izdat je aprila 2006 godine i dugo se zadržao na vrhu Bollboard Alternative lestvice.
U jesen 2005 godine NIN je krenuo na turneju, zajedno sa Queens of the Stone Age, Autolux i Death from Above 1979. NIN je završio“With Teeth” turneju po 
Severnoj Americi u amfiteatru leta 2006 godine, na kojoj su ima se prdružili Bauhaus, TV on the Radio i Peaches. Krajem 2006 godine na oficijelnom sajtu najavljeno je izdavanje dokumentarca sa turneje “Beside You in Time" u DVD, HD DVD i Blu-ray formatu.

## Year Zero (2007)
“Year Zero” objavljen je dve godine nakon prethodnog albuma. Tekstovi su napisani iz perspective više izmišljenih karaktera, Reznor opisuje “Year Zero” kao konceptualni album koji kritikuje američke vlasti i njihovo upravljanje i kakav će to uticaj imati na svet u budučih 15 godina.
U isto vreme pojavila se i kompjuterska igrica sa sličnom tematikom, oslikavajući Sjedinejne Države u 2022 godini, a numere sa albuma načle su se kao sastavni deo igrice još pre zvaničnog izdavanja albuma.
Objavljen je i još jedan remiks kompletnog albuma, “Year Zero Remixed”, remiksovan od strane drugih izvođača. Ovo je bilo poslednje izdanje za neku veliku izdavačku kuću, pošto je ovime NIN ispunio svoju ugovornu obavezu prema Interscope Records, a da pritom ugovor nije obnovljen.

## Ghosts I–IV and The Slip (2008)
Drugog marta 2008 godine, pojavio se instrumentalni album od 36 numera, "Ghosts I–IV", dostupan preko NIN oficijelnog sajta. Album je bilo moguće nabaviti u bilo kojem obliku i formatu, besplatno daunloudovati ili kupiti za 300 dolara kao Ultra-Deluxe limited edition. Svih 2500 kopija Ultra-Deluxe pakovanja je prodato u prva tri dana. Album je licenciran pod Creative Commons Attribution Non-Commercial Share Alike licencom. Album je nastao improvizacijom tokom deset dana saradnje sa Atticus Ross, Alan Moulder, Alessandro Cortini, Adrian Belew, i Brian Viglione.
5 maja NIN je objavio album “The Slip" preko njihovog websajta, bez ikakve promocije ili reklamiranja, pod zaštitom iste Creative Commons llicence. Album je daunloudovalo 1.4 miliona ljudi.
Najavljena je turneja po Severnoj Americi,  “Lights In The Sky”, a kasnije su pridodati i datumi nastupa za Južnu Ameriku. Cortini i Freese su se vratili kao članovi sa prethodne turneje, a pridružio im se Robin Finck i Justin Meldal-Johnsen za bas gitarom. Krajem 2008 godine Cortini i Freese su napustili bend ali se umesto njih uklopio Ilan Rubin za bubnjevima i bend je postao četvoročlan.

## 2009- sadašnjost
U februaru 2009. godine Reznor je postovao na NIN.com : „Razmišljao sam neko vreme i mislim da je vreme da NIN nestane na određeni period.“
U intervjuu koji stoji na NIN.com izjavio je da on neće prestati da se bavi pravljenjem muzike, ali da je NIN završio turneje što se tiče neke bliže, predvidive budućnosti. Poslednji nastup desio se u Wiltern Theater-u u Los Anđelesu.

## Muzičke karakteristike
Muzika Nine Inch Nails je po novinskim člancima često opisivana kao industrial, mada Reznor svoj rad nikada nije tako karakterisao, ali priznaje da je pozajmljivao tehnike od ranijih industrial bendova kao što su Throbbing Gristle i Test Dept. Trent je u Spin magazinu naglasio da je numera „Down in It“ nastala pod uticajem ranijih radova sastava Skinny Puppy, naročito njihove pesme “Dig it”; ostale pesme sa “Pretty Hate Machine” opisane su kao synth-pop, dok je kritičar Steve Cooper, analizirajući “The Fragile”, napomenuo da na albumu variraju različiti žanrovi, kao što su klavirski delovi u "The Frail“ i drum’n’bass elementi u “Starfuckers Inc.”
Određene tehnike i stilovi mogu se pronaći među Reznorovim radovima. Njegovo pevanje se konstantno pomera od tihog šapata ka vrisku. Muzika poseduje veoma kompleksnu dimaniku, dok Trent koristi razne zvuke poput siktanja, mrmljanja, zujanja i distorzije u svojim aranžmanima, inkorporirajući disonante čime naglašava trajne i/ili prolazne harmonične melodije.
Trent Reznor je jedini zvanični član Nine Inch Nails-a, ali je sakupio određene muzičare koji bi sa njime nastupali uživo. Bend preuređuje material za nastupe uživo i on se prilično razlikuje od Trentovih studijskih snimanja. Članovi benda su povremeno pozivani da učestvuju u procesu snimanja, međutim kreativnu kontorlu poseduje isključivo Reznor.

## Korporativne smetnje
Trent Reznor je otvoreni kritičar muzičke industrije, naročito korporativnog uticaja na umetničku slobodu. Rezultat toga je da je NIN u sukobu sa nekoliko korporacija, kulminirao do te odluke da se stvaranje nastavi bez ikakvuh ugovora sa korporativnim izdavačkim kućama.
Početkom ’90-tih godina Reznor je imao javnu svađu sa prvom izdavaćkom kućom Nine Inch Nails-a, TVT Records, protiveći se uplitanju izdavačke kuće u njegovu “intelektualnu imovinu”. Na kraju se Trent upustio u kolaboraciju sa Interscope Records u kojoj je Reznor izgubio deo svojih autorskih prava u zamenu da poseduje sopstveni izdavački brend Nothing Records. 2005 godine Reznor je tužio svoh bivšeg prijatelja, menadžera i kolegu osnivača Nothing Records-a, John Malm-a za prevaru, neispunjavanje ugovora i poverenih dužnosti. Razmirice su izglađene na sudu u New Yorku-u odštetom Trentu u iznosu od 3 miliona dolara.
U maju 2007 godine, Trent je na oficijelnom sajtu iskritikovao i “proglasio neizlečivom” Universal Music Group (nadležna kompanija NIN-ove izdavačke kuće Interscope Records). Proglasio ih je sitničavim zbog njihovih prodajnih i distribucionih planova za “Year Zero” i biva ironičan izjavom da kao” nagradu za iskrenog fana bivate opljačkani.” 
“Kako mogućnost za opstanak korporativnih izdavačkih kuća biva sve očajnija, njihov odgovor na “rane” koje su sami sebi naneli je da potrošača prevare što više mogu.” 
Septembra 2007 godine Trent je nastavio da kritikuje UMG na koncertu u Australiji, bodreći publiku da “ukrade” njegovu muziku preko interneta, umesto da je legalno kupuje. “Kradite, kradite, kradite još malo i dajte svim prijateljima i onda nastavite još da kradete!!!” 
8.oktobra 2007 godine Reznor je izjavio kako je ispunio sve obaveze koje je imao prema Interscope Records i da je sada slobodan da radi izvan nadležnosti bilo kakvog ugovora bilo koje izdavačke kuće. Takođe je najavio objavljivanje narednog albuma, na sličan način na koji je objavljen i “The Inevitable Rise and Liberation of NiggyTardust!”, koji je radio sa Saul Williams-om. 2008 godine objavljen je “The Slip” album kao potpuno besplatan daunloud..
Vojska Sjedinjenih Država navodno je koristila muziku Nine Inch Nails u svrhe torture, kako bi slomili odlucnost zatocenika. Trent je izjavio svoje protivljenje na NIN.com : “ Teško mi je da zamislim dublju, više ponižavajuću i razbesnujuću uvredu od otkrovenja da je muzika u koju ste uneli srce i dušu stvarajući je, korišćena u svrhe torture. Ako postoji ikakva legalna akcija koja bi se mogla preduzeti, odgovorni će biti neumorno gonjeni, a sve moguće novčane dobiti otići će u dobrotvorne svrhe očuvanja ljudskih prava.”

## Diskografija
Nine Inch Nails svoja izdanja označava hronološki rečju Halo i dodatkom određenog rednog broja. Reč Halo + redni broj koristi se za bilo kakvu vrstu izdanja studijskog albuma, remiks albuma, video kompilacije ili singla, a za sada postoji Halo 27 izdanja.
Pretty Hate Machine era (1989—1990)
- Halo 1: "Down in It" (1989)
- Halo 2: Pretty Hate Machine (1989)
- Halo 3: "Head Like a Hole" (1990)
- Halo 4: "Sin" (1990)

Broken era (1992—1993)
- Halo 5: Broken (1992)
- Halo 6: Fixed (1992)

The Downward Spiral era (1994—1997)
- Halo 7: "March of the Pigs" (1994)
- Halo 8: The Downward Spiral (1994)
  - Halo 8 DE: The Downward Spiral: Deluxe Edition, reissue
  - Halo 8 DVD-A: The Downward Spiral: DualDisc, reissue
- Halo 9: "Closer" (1994)
- Halo 10: Further Down the Spiral (1995)
  - Halo 10 v2: Further Down the Spiral, European/Australian/Japanese release
- Halo 11: "The Perfect Drug" (1997)
- Halo 12: Closure (1997)

The Fragile era (1999—2002)
- Halo 13: "The Day the World Went Away" (1999)
- Halo 14: The Fragile (1999)
- Halo 15: "We're in This Together" (1999)
- Halo 16: Things Falling Apart (2000)
- Halo 17: And All That Could Have Been (2002), Limited Edition 
  - Halo 17a: And All That Could Have Been, Live CD
  - Halo 17b: Still, Limited Edition Bonus CD

With Teeth era (2005—2007)
- Halo 18: "The Hand That Feeds" (2005)
- Halo 19: With Teeth (2005)
  - Halo 19 DVD-A: With Teeth, DualDisc release
- Halo 20: "Only" (2005)
- Halo 21: "Every Day Is Exactly the Same" (2006)
- Halo 22: Beside You in Time (2007)
  - Halo 22 HD: Beside You in Time, Live Blu-ray

Year Zero era (2007)
- Halo 23: "Survivalism"
- Halo 24: Year Zero
- Halo 25: Year Zero Remixed

Ghosts era (2008)
- Halo 26: Ghosts I–IV, digital download
  - Halo 26 CD: Ghosts I–IV, 2× CD
  - Halo 26 V: Ghosts I–IV, 4× vinyl
  - Halo 26 DE: Ghosts I–IV, Deluxe Edition
  - Halo 26 LE: Ghosts I–IV, Ultra-Deluxe Limited Edition

The Slip era (2008)
- Halo 27: The Slip
  - Halo 27 CD-LE: The Slip, Limited Edition CD + bonus DVD

## Literatura
- Rule, Greg (1999). Electro Shock!: Groundbreakers of Synth Music. Backbeat Books. ISBN 978-0-87930-582-6.
- Rule, Greg (1999). Electro Shock!: Groundbreakers of Synth Music. Backbeat Books. ISBN 978-0-87930-582-6.

## Spoljašnje veze
- Zvanični sajt
- Fan sajt